# 폰 (프로게이머)
폰(본명: 허원석, 1997년 1월 26일 ~ )은 대한민국의 전직 리그 오브 레전드 프로게이머 출신 프로게임단 지도자이다. 선수 시절 아이디는 PawN이며 포지션은 미드라이너였다.

## 선수 시절
2013년 MiG 블리츠에 입단하면서 프로 커리어를 시작했다.
2013 서머 시즌 종료 이후 삼성 갤럭시 블루에 입단했다. 2013-2014 윈터 시즌 팀의 주전 미드라이너로 활동했다.
2014 스프링 시즌을 앞두고 형제팀인 삼성 오존으로 자리를 옮겼다. 스프링 시즌 팀의 4강 진출에 기여했다. 서머 시즌에서도 4위에 기여했다. 롤드컵 선발전을 통해 팀은 롤드컵 2014에 진출했다. 롤드컵에서도 좋은 모습을 보여주면서 팀의 롤드컵 우승에 기여했다.
2015시즌을 앞두고 에드워드 게이밍에 입단했다. 스프링 시즌 팀의 주전으로 활동하면서 팀의 우승에 기여했다. 스프링 시즌 우승으로 참가한 2015 MSI에서도 팀의 우승을 이끌었다. 서머 시즌에서는 허리 수술로 인해 배미와 번갈아 출전했다. 롤드컵에 출전했지만 롤드컵에서는 좋지 못한 모습을 보여주었다.
2016 스프링 시즌에서는 부진한 모습을 보여주었다. 이후 스프링 포스트시즌에서는 좋은 모습을 보여주면서 팀의 준우승에 기여했다. 서머 시즌에서는 허리 부상이 지속되면서 스카웃에게 주전을 내주었다.
2017시즌을 앞두고 KT 롤스터에 입단했다. 스프링 시즌 팀의 주전으로 활동하면서 팀의 준우승에 기여했다. 서머 시즌에서도 좋은 모습을 보여주었다. 
2017 케스파컵에서는 팀의 우승에 기여했다. 폰은 대회 종료 후 MVP에 선정되었다. 2018 스프링 시즌에서는 초반 좋은 모습을 보여주었지만 2라운드부터는 강박증이 나타나면서 경기에 출전하지 못했다. 서머 시즌을 앞두고 로스터에서 제외되었지만 서머 2라운드를 앞두고 다시 로스터에 포함되었다. 서머 시즌에서는 유칼이 주전자리를 차지하면서 서브 선수로 남았다.
2019시즌을 앞두고 킹존 드래곤 X에 입단했다. 스프링 시즌 초반에서는 부진한 모습을 보여주었지만, 시즌 후반에는 좋은 모습을 보여주었으며 팀의 포스트시즌 진출에 기여했다. 서머 시즌을 앞두고 건강 문제로 휴식을 취했다. 
2019년 9월 29일, 현역 은퇴를 선언했다.

## 은퇴 후
은퇴 후 개인방송을 시작했다.
2020년 6월 9일, LCK 분석데스크에 합류했다. 2021시즌을 앞두고 분석데스크에서 하차했다.
2022시즌을 앞두고 리브 샌드박스의 코치로 부임했다. 2022시즌 종료 후 코치직에서 물러났다.

## 소속팀

### 선수
| # | 팀명             | 소속 기간                | 소속 리그 | 비고 |
| - | ---------------- | ------------------------ | --------- | ---- |
| 1 | MiG 블리츠       | 2013.06.03~2013.09.11    | LCK       |      |
| 2 | 삼성 갤럭시 블루 | (2013.10.05 ~ 2014.11.01 | LCK       |      |
| 3 | 에드워드 게이밍  | 2014.11.11 ~ 2016.10.31  | LPL       |      |
| 4 | KT 롤스터        | 2016.11.29~2018.11.20    | LCK       |      |
| 5 | 킹존 드래곤 X    | 2018.11.26 ~ 2019.09.29  | LCK       |      |

### 지도자
| # | 팀명          | 직책 | 소속 기간               | 소속 리그 | 비고 |
| - | ------------- | ---- | ----------------------- | --------- | ---- |
| 1 | 리브 샌드박스 | 코치 | 2021.12.14 ~ 2022.10.17 | LCK       |      |

## 수상 내역
- SK텔레콤 LTE-A LoL 마스터즈 2014 우승
- 리그 오브 레전드 월드 챔피언십 2014 우승
- G-리그 2014 우승
- 데마시아컵 스프링 2015 우승
- 데마시아컵 서머 2015 우승
- 리그 오브 레전드 프로리그 스프링 2015 우승
- 리그 오브 레전드 미드 시즌 인비테이셔널 2015 우승
- 리그 오브 레전드 프로리그 스프링 2016 준우승
- 데마시아컵 2016 우승
- 2017 LoL KeSPA컵 우승
- 2017 LoL KeSPA컵 결승전 최우수선수
- 리그 오브 레전드 챔피언스 코리아 스프링 2017 준우승
- 리프트 라이벌즈 2017 준우승
- 리그 오브 레전드 챔피언스 코리아 서머 2018 우승
- 리그 오브 레전드 월드 챔피언십 2018 8강